# Gustav Lotterer
Gustav Lotterer (* 9. März 1906 in Tuttlingen; † 21. Januar 1987 ebenda) war ein deutscher Komponist, Arrangeur und Dirigent.

## Leben
Gustav Lotterer (Pseudonym: Bill Brooklyn) war Sohn eines Musikinstrumentenmachers. Er absolvierte das Konservatorium in Stuttgart und die Musikmeisterausbildung an der Hochschule für Musik in Berlin. Nach dem Staatsexamen im Jahr 1937 erfolgte seine Ernennung zum Musikmeister. Zunächst wurde er Chef des Trompetenmusikkorps in Ulm, danach kam er 1940 als Obermusikmeister zum Infanterie-Regiment 109 nach Karlsruhe. Gleich nach dem Krieg wurde Gustav Lotterer Städtischer Musikdirektor in Tuttlingen und leitete dort auch die Stadtkapelle. Er war aber auch Leiter des Männergesangvereins Tuttlingen sowie Dirigent der Stadtkapelle Möhringen. 1949 bis 1955 war er Bundesmusikdirektor im Deutschen Volksmusikerbund. 1968 trat er in den Ruhestand, war aber dennoch ein gefragter Dozent und Wertungsrichter.

## Ehrungen
- 1986: Verdienstkreuz am Bande der Bundesrepublik Deutschland

## Blasorchesterwerke
- Der Reiter von Sedan, Marsch
- Schwabengruß, Marsch
- Alpenmelodie, Sinfonische Dichtung
- Ballett-Ouvertüre Nr. 1/2
- Burgserenade
- Burletta-Ouvertüre
- Chorisches Bläserstück
- Deutsche Märchenskizze
- Die Namenlose, Ouvertüre
- Die Straße nach Jelowka, Ouvertüre
- Festliche Fanfare
- Hymnisches Musikspiel
- Ouvertüre über eine Volksmelodie
- Ouverture leggiero
- Serenade in Es
- Serenata seriosa
- Slawa-Fantasie
- Sonne über Arizona, Ouvertüre
- Thematische Szizze
- Ungarische Fantasie Nr. 1
- Ungarische Fantasie Nr. 2
- Ungarische Fantasie Nr. 3
- Ungarische Fantasie Nr. 1
- Volksfest in Tokay
- Waldandacht
- Zürcher Panorama
- Zwei Bläsersätze in B